# Marie-Reine de Jaham
Marie-Reine de Jaham (née le 7 février 1940) est une écrivaine béké martiniquaise ayant écrit le livre La Grande Béké.

## Biographie
Née en février 1940 à la Martinique, elle est issue d’une lignée de planteurs établie aux îles depuis Richelieu. C'est la petite fille de Victor Depaz et ses ascendants ont des liens de cousinage avec Joséphine de Beauharnais. C'est donc une béké (une descendante de colons français),,.
Elle passe son enfance à l’ombre du volcan et de la montagne Pelée,. À 17 ans, elle épouse un autre béké qu'elle suit aux États-Unis,. Elle travaille dans la publicité, d’abord à New York, puis à Paris (et y fonde sa propre agence),. Elle se consacre aussi à l'écriture et publie un ouvrage, La Grande Béké, chez Robert Laffont en 1989. Cet ouvrage qui promeut un groupe de colons blancs martiniquais a été adapté en film . La suite, Le Maître-savane. Elle y décrit le mode de vie des békés de la Martinique, l'histoire d'une famille racontée sur plusieurs générations.
En 1990, elle fonde l’association culturelle Le Patrimoine Créole, une association créative visant à restaurer la culture et la société créole puis, en 2000, le Cercle Méditerranée Caraïbe (CMC) qui se veut une passerelle entre les régions de la Méditerranée et la Caraïbe.
Son oeuvre romanesque ne s'arrête pas aux premiers succès. Marie-Reine de Jaham retrace notamment dans deux romans l’épopée des Créoles : L’Or des îles puis Le Sang du volcan. Elle publie par la suite deux thrillers, Bwa bandé et Le Sortilège des marassa, qui se déroulent dans les Caraïbes contemporaines.
En 2000, elle s'installe en métropole, à Nice. 
Elle se replonge dans le passé et l'histoire au XVIIIe siècle, les colonies dans les Antilles et la révolution en France, avec La Véranda Créole et La Caravelle Liberté.

## Œuvres

### Roman
- 1989 : La Grande Béké.
- 1991 : Le Maître-savane.
- 1992 : Le Libanais.
- 1996 : L'Or des îles.
- 1997 : Le Sang du volcan.
- 1998 : Les Héritiers du paradis.
- 1999 : Bwa bandé.
- 2001 : Le Sortilège des Marassa.
- 2005 : La Véranda créole.
- 2007 : La Caravelle « Liberté ».

### Livres culinaires
- 1991 : Vin, mon ami, ou le Régime plaisir[6], avec Jacques Bordelais.
- 1992 : Les Rituels du rhum et la Cuisine créole.
- 1993 : Les Desserts créoles et leur complice le sucre de canne.